# Bertil Anzén
Bertil Ragnar Anzén, född 14 april 1912 i Stockholm, dödsår saknas, var en svensk konstnär.
Han var son till byggnadsingenjören Ragnar Anzén och Hanni Nilsson samt gift 1950 med Anna Frida Maria Ernerheim. Anzén studerade vid Edward Berggrens elevateljé 1934–1935 och vid Konsthögskolans etsningskurs. Han debuterade i Nationalmuseums utställning Unga tecknare 1938 och medverkade i Stockholms stadsmuseums utställning 64 konstnärer ser på Stockholm samt Kystens Malere i Helsingör. Separat ställde han ut på Rålambshof ett flertal gånger och tillsammans med Sten Faste ställde han ut i Kristianstad. Han erhöll andra pris vid en tävlan om Bästa Stockholmsbilden utlyst av Stockholms stadsmuseum. Hans konst består av porträtt, stadsbilder och landskapsmålningar med motiv från östra Skåne och kustmotiv i olja samt teckningar utförda i rödkrita och kol. Anzén är representerad vid Moderna museet, Stockholms stadsmuseum, Malmö museum, Uppsala universitetsbibliotek och i Gustav VI Adolfs samling.
Anzén var på 1940-talet ombudsman i nationalsocialistiska Svenska socialistiska partiet. 1945 stod han åtalad i ett spionerimål, men friades. Han flyttade på 1960-talet till Malaga i Spanien.